# Ročinj
Ročinj je naselje v Občini Kanal ob Soči.